# Mauricio Ortega
Mauricio Alexander Ortega Girón (ur. 4 sierpnia 1994 w Apartadó) – kolumbijski lekkoatleta specjalizujący się w rzucie dyskiem.
Na mistrzostwach światach juniorów młodszych w 2011 zajął czwarte miejsce. Kilka tygodni po tej imprezie został mistrzem Ameryki Południowej juniorów. W 2012 był dziewiąty na mistrzostwach świata juniorów oraz zwyciężył w młodzieżowych mistrzostwach Ameryki Południowej. W 2013 sięgnął po brąz mistrzostw Ameryki Południowej oraz po srebro mistrzostw panamerykańskich juniorów. Mistrz igrzysk Ameryki Południowej (2014). W 2015 zdobył złoto mistrzostw Ameryki Południowej oraz zajął 11. miejsce na mistrzostwach świata w Pekinie. Złoty medalista kolumbijskich igrzysk narodowych.
Rekord życiowy: 70,29 (22 lipca 2020, Vila Nova de Cerveira) – rekord Ameryki Południowej.

## Osiągnięcia
| Rok  | Impreza                                     | Miejsce             | Pozycja           | Wynik |
| ---- | ------------------------------------------- | ------------------- | ----------------- | ----- |
| 2011 | Mistrzostwa świata juniorów młodszych       | Lille               | 4. miejsce        | 60,28 |
| 2011 | Mistrzostwa Ameryki Południowej juniorów    | Medellín            | 1. miejsce        | 58,48 |
| 2012 | Mistrzostwa świata juniorów                 | Barcelona           | 9. miejsce        | 57,50 |
| 2012 | Młodzieżowe mistrzostwa Ameryki Południowej | São Paulo           | 1. miejsce        | 53,94 |
| 2013 | Mistrzostwa Ameryki Południowej             | Cartagena de Indias | 3. miejsce        | 57,76 |
| 2013 | Mistrzostwa panamerykańskie juniorów        | Medellín            | 2. miejsce        | 61,77 |
| 2013 | Mistrzostwa Ameryki Południowej juniorów    | Resistencia         | 1. miejsce        | 52,78 |
| 2013 | Igrzyska boliwaryjskie                      | Trujillo            | 1. miejsce        | 59,67 |
| 2014 | Igrzyska Ameryki Południowej                | Santiago            | 1. miejsce        | 59,95 |
| 2014 | Mistrzostwa ibero-amerykańskie              | São Paulo           | 4. miejsce        | 59,10 |
| 2014 | Młodzieżowe mistrzostwa Ameryki Południowej | Montevideo          | 1. miejsce        | 60,46 |
| 2014 | Igrzyska Ameryki Środkowej i Karaibów       | Xalapa              | 2. miejsce        | 60,69 |
| 2015 | Mistrzostwa Ameryki Południowej             | Lima                | 1. miejsce        | 61,36 |
| 2015 | Igrzyska panamerykańskie                    | Toronto             | 7. miejsce        | 61,33 |
| 2015 | Mistrzostwa świata                          | Pekin               | 11. miejsce       | 62,01 |
| 2016 | Igrzyska olimpijskie                        | Rio de Janeiro      | el. – 18. miejsce | 61,62 |
| 2017 | Mistrzostwa Ameryki Południowej             | Asunción            | 1. miejsce        | 63,82 |
| 2017 | Mistrzostwa świata                          | Londyn              | el. – 16. miejsce | 62,97 |
| 2019 | Mistrzostwa Ameryki Południowej             | Lima                | 1. miejsce        | 58,89 |
| 2019 | Igrzyska panamerykańskie                    | Lima                | 5. miejsce        | 61,15 |
| 2019 | Mistrzostwa świata                          | Doha                | el. – 20. miejsce | 61,92 |
| 2021 | Igrzyska olimpijskie                        | Tokio               | 7. miejsce        | 64,08 |
| 2022 | Mistrzostwa świata                          | Eugene              | el. – 26. miejsce | 59,91 |
| 2023 | Mistrzostwa Ameryki Południowej             | São Paulo           | 3. miejsce        | 60,15 |
| 2023 | Igrzyska panamerykańskie                    | Santiago            | 2. miejsce        | 61,86 |
| 2024 | Mistrzostwa ibero-amerykańskie              | Cuiabá              | 4. miejsce        | 61,34 |
| 2024 | Igrzyska olimpijskie                        | Paryż               | el. – 18. miejsce | 61,97 |
| 2025 | Mistrzostwa Ameryki Południowej             | Mar del Plata       | 3. miejsce        | 61,91 |